# Los Puestos
Los Puestos es una localidad argentina ubicada en el Departamento Leales de la Provincia de Tucumán. Se encuentra sobre la Ruta Nacional 9, la cual constituye su principal vía de comunicación vinculándola al norte con San Miguel de Tucumán y al sur con Termas de Río Hondo. El límite con la Provincia de Santiago del Estero se halla a 7 km, siendo el primer poblado en Tucumán sobre dicha ruta.
La zona es de transición hacia la Llanura Pampeana, con escasa pendiente y dentro de la cuenca del río Salí. El Canal Los Puestos servía para riego de unas 15 mil hectáreas, que se encontraron improductivas ante su falta de uso; se propone reactivar el canal y que a la vez sirva para derivar las aguas que inundan la zona ante crecidas.
La Comuna Rural de Los Puestos con base en la localidad albergaba unos 3 mil habitantes en 2001.

## Población
Cuenta con 274 habitantes (Indec, 2010), lo que representa un incremento del 12% frente a los 244 habitantes (Indec, 2001) del censo anterior.